# Museo de la Diáspora Ucraniana
El Museo de la Diáspora Ucraniana (en ucraniano: Музей української діаспори), anteriormente conocido como Museo de Herencia Cultural, es un museo dedicado a la diáspora ucraniana en Kiev, Ucrania. La entidad es una sucursal del Museo de Historia de Kiev.

## Historia
El museo fue creado en mayo de 1999 y se ubica en una casa del siglo XVII en el histórico barrio de Pechersk, en Kiev.
Desde 2014, la institución está dirigida por la historiadora del arte Oksana Pidsucha, y actualmente la directora es la historiadora del arte Hanna Leksina. En 2015, por iniciativa de Oksana Pidsucha y el personal de investigación, el museo pasó a llamarse "Museo de la diáspora ucraniana".

## Colección
Consta de ocho salas de exposición del museo muestran el patrimonio, la vida y las actividades de los ucranianos en el extranjero. El recorrido comienza por los primeros colonos de finales del siglo XIX, hasta los representantes de la tercera ola de emigración que se encontraron fuera de su patria durante la Segunda Guerra Mundial, y sus descendientes.
Las salas conmemorativas dedicadas a antiguos residentes de Kiev que alcanzaron notoriedad, como Serge Lifar (Francia), Ígor Sikorski y Vladimir Horowitz (Estados Unidos) y muchos otros, son de interés. Así, la interesante colección del museo refleja la vida artística de la familia Krichevski, cuyos representantes se extendieron por todo el mundo, incluyendo Francia, Estados Unidos e incluso Venezuela. Para su atención, se presentan varias imágenes y bocetos de Vasil Krichevski, fundador de la dinastía, y acuarelas de Mikola Krichevski y Katerina Krichevska-Rosandich, así como varias obras de Vasil Krichevski Jr.
El museo cuenta con salas para exposiciones conmemorativas, artísticas, documentales y de libros, tanto regulares como ocasionales.